# Сихвер, Яан Хансович
 Я́ан Ха́нсович Си́хвер (эст.  Jaan Sihver, 18 апреля 1879 года, волость Вана-Тянассильма, Феллинский уезд, Лифляндская губерния, Российская империя — 28 ноября 1918 года, Нарва, Эстония) — общественный и культурный деятель,  революционер, участник борьбы за советскую власть в Эстонии. Член РСДРП(б) с 1905 года.

## Биография
Родился в крестьянской семье.
В 1900 году окончил Александровскую эстонскую школу, работал учителем в Выруском и Пярнуском уездах. В свободное время играл в местном духовом оркестре.
В 1905 году Сихвер женился на Хелене Коллист из Мыйзакюла и переехал в этот город. 29 сентября 1905 года Яан Сихвер основал в Мыйзакюла первую школу на эстонском языке и стал её первым директором. В школе обучалось около 60—70 детей и она была основана для детей из семей фабричных рабочих и окрестных хуторов.
Сихвер также был активным пропагандистом общественной жизни, участвовал в деятельности местного духового оркестра, устроил баню для фабричных рабочих, а также выступал за то, чтобы что в Мыйзакюла была своя библиотека и врачебный пункт.
Участвовал в революционных событиях 1905 года в Эстонии и был арестован 24 декабря 1905 года. Его приговорили к 15 годам каторги. Школа была закрыта в январе 1906 года.
После Февральской буржуазно-демократической революции 1917 года работал в Моссовете.
С июля 1917 года в Ревеле был членом редакций большевистских газеты «Тёэлине» (эст. «Tööline»), «Маатамеэс» (эст. «Maatamees»), членом Центрального бюро безземельных крестьян, председателем фракции большевиков в уездном Земском совете. В декабре 1917 года был избран председателем Временного земского совета в Вильянди.
В 1918 году был одним из организаторов Красной Армии и членом РВС эстонских частей Красной Армии, в июле — делегатом конференции Эстонской секции РКП(б) в Москве, избран членом ЦК секции.
В феврале 1918 года немецкие войска оккупировали Эстонию. Яан Сихвер отступил в Россию вместе с частями Красной Армии. В 1918 году Сихвер воевал в составе Эстонской Красной Армии. Осенью 1918 года Яан Сихвер был членом Эстонского Временного революционного комитета, готовившего восстановление Советской власти в Эстонии.
В ноябре 1918 года в Германии произошла революция. До эвакуации германских войск с территории Эстонии оккупационные власти разрешили создание Временного правительства Эстонии. Ревельский Совет рабочих депутатов обратился за помощью к правительству РСФСР. Красная Армия перешла в наступление в районе Нарвы с целью восстановления Советской власти в Эстонии.
28 ноября 1918 года Яан Сихвер погиб под Нарвой, в бою против эстонско-немецкой воинской части в составе 2-го Вильяндиского стрелкового полка.

## Семья
У Яана и Хелены Сихвер  (1880—1967) было двое сыновей. Старший сын, Виктор Сихвер (1905–1967), был военным в немецкой армии, репрессирован в 1945 году по статье §58-1a.

### Комментарии
1. ↑  Эстонские топонимы, оканчивающиеся на -а, не склоняются и не имеют женского рода (исключение — Нарва)